# Franjo Mraz
Franjo Mraz (Hlebine, 4. travnja 1910. – Brežice, 26. listopada 1981.), hrvatski naivni slikar.
Uz Ivana Generalića i Mirka Viriusa začetnik je hrvatske naivne umjetnosti. Socijalno je angažiran slikar, poslije rata se priklonio i socijalizmu (Mape "Omladinska pruga"), napustivši tipičnu "hlebinsku maniru".

## Životopis
Franjo Mraz rođen je 4. travnja 1910.  u mjestu Hlebine, u siromašnoj seljačkoj obitelji. Nakon pet razreda osnovne škole radi u domaćinstvu te se bavi poljodjelstvom. Od rane dobi započinje s crtanjem i akvareliranjem. Piše te objavljuje pjesme. Od 1930. godine slika, prvo pod mentorstvom Krste Hegedušića, a potom Petra Franjića. Od 1931. godine počinje izlagati svoja djela. Godine 1936. sudjeluje u I. izložbi hrvatskih seljaka slikara Generalić – Mraz, u Salonu Ulrich u Zagrebu. Zbog svojih ljevičarskih uvjerenja tijekom Drugog svjetskog rata više puta je bio zatvaran. Na putu do logora uspijeva pobjeći i prelazi u ilegalu. Godine 1942. prelazi u partizane te obnaša visoke političke dužnosti kao vijećnik ZAVNOH-a i AVNOJ-a. U to vrijeme njegova umjetnička djelatnost svedena je na minimum.
Nakon završetka rata živi u Zagrebu te radi na Odsjeku za likovne umjetnosti u Ministarstvu prosvjete i kulture. Od 1950. godine živi u Beogradu te radi u Vojnom muzeju. Godine 1955. postaje profesionalni slikar. Do kraja života živi vrlo povučeno; vrijeme provodi slikajući u beogradskom ateljeu i u Orebiću na Pelješcu. Umro je 26. listopada 1981. u Brežicama u Sloveniji, a sahranjen je u Beogradu.

## Karijera

### Slikarski počeci
Mraz se kao samouki slikar pojavljuje 1930. godine. Od ranog djetinjstva bavio se crtanjem i akvarelom, no tek od 1930. godine, nakon što zajedno s Ivanom Generalićem upoznaje akademskog slikara Krstu Hegedušića, počinje se sustavno baviti slikanjem. Hegedušić ga upućuje da ne preslikava prikaze s razglednica i reprodukcije iz časopisa, već da slika ono što vidi: realnu svakodnevicu života na selu. Tada nastaje čitav niz njegovih crteža i akvarela s tipičnim motivima seoskog života, ponekad prožeti i socijalnom tematikom. Hegedušić mu omogućuje da izlaže u Zagrebu kao gost na III. izložbi grupe »Zemlja« (1931.). Poslije organizira skupinu seljaka slikara s kojom izlaže i Zagrebu, Varaždinu, Karlovcu, Kragujevcu, Čačku i Beogradu.  
Najčešće prikazuje likove žeteoca, orača, kopača, kosaca i nadničara, stoku na poljima i u šumi te krajolike. »Sredinom 1930-ih počinje slikati temperama i uljem na staklu i platnu« čime, ističe Crnković,»nastaju njegova paradigmatska djela mekih tonskih rješenja, bez čvrstih obrisa, slikana plošno i slobodnim mrljama boja, prepuna lirskih naboja i kolorističkih sloboda (Selo vozi gradu led, 1936.; Oranje, 1936.)«.

### Ratno razdoblje
Pod utjecajem političkog angažmana Mraz, već i prije priključenja u Narodnooslobodilački pokret, počinje postupno mijenjati svoj slikarski izraz te s liričnosti i svijetlog kolorita prelazi na čvrsti realizam; prikazuje istinite likove ranjenika, izbjeglica, siročadi te zbjegove. Rat i često susretanje sa smrću upućuju ga na nove sadržaje i naglašenu ekspresivnost. Tema rata ostat će i kasnije prisutna u njegovu stvaranju. 
Radi ilustracije za propagandne plakate (Sakrivanje žita, Tifus), novinsku ilustraciju - uglavnom za partizanski tisak na koje prenosi ratne prizore te likove boraca. Njegove ilustracije vrve autobiografskim elementima jer je i sam aktivno sudjelovao u NOB-u. Za njegove crteže i ilustraciju karakteristična je gruba, sirova linija, ponešto nemirna, ali kao takva ona je i ekspresivna te dočarava svu grubost ratnoga razdoblja.
Nakon rata usredotočuje se na prikaze obnove: ponovnu izgradnju uništenog.

### Slikarstvo od 1950-ih nadalje
Sredinom 1950-ih Mraz se u odabiru tema i načinu slikanja iznova vraća ideologiji Hlebinske škole. Umjetnik se ponovno usredotočuje na seoske prikaze svakodnevice te idiličnoga krajolika s tek pokojim djelom koje se osvrće na partizansku tematiku (Brigada, 1956.). No ni u lirskim pejzažima ni prikazima seoskog načina života ne zazire od realističnog prikazivanja zbilje. Slika pejzaže Vojvodine, osobito Banata, ravničarske predjele te ljude koji ga asociraju na voljenu Podravinu.

## Galerija djela
- Franjo Mraz, Oranje, 1936., tempera na staklu, 29 x 39 cm, Moderna galerija, Zagreb
- Franjo Mraz, Selo vozi gradu led, 1936., tempera na staklu, 30 x 40.4 cm, Moderna galerija, Zagreb
- Franjo Mraz, Brigada, 1956., ulje na staklu, 33 x 46.3 cm, Hrvatski muzej naivne umjetnosti, Zagreb
- Franjo Mraz, Povratak, drvorez, ilustracija za novine, godina nepoznata, Arhiv za likovne umjetnosti, Zagreb

## Izdvojena djela
1. Oranje, 1936., tempera na staklu, 29 x 39 cm
2. Oplakivanje, 1940., ulje na platnu, 59 x 71 cm
3. Brigada, 1956., ulje na staklu, 33 x 46.3 cm, HMNU, Zagreb
4. Na paši, 1968., ulje na staklu, 30 x 30 cm, HMNU, Zagreb
5. Dobro jutro, oko 1975., ulje na staklu, 28 x 39 cm
6. Ruralni krajolik, 1954., ulje na platnu, 57x92cm
7. Volovi, ulje na staklu, 37x49cm, Galerija Mona Lisa, Zagreb

## Značajnije izložbe
1. II. Izložba grupe Zemlja, Zagreb, 1931.
2. Izložba hrvatskih seljaka-slikara, Beograd, II. 1939.
3. Izložba slika Franje Mraza, Zagreb, XII. 1940.
4. Izložba umjetnika partizana, Dubrovnik, II. 1945.
5. Izložba slavenske grafike, Prag, 1946.
6. Izložba grafike, Zagreb, 1948.
7. Izložba Hlebinske škole, Zagreb, 10. i 11. IV. 1955.
8. III. Biennale likovnih umjetnosti, Sao Paolo, VI. – X. 1955.
9. Izložba crteža i grafika NOB, Zagreb, X. – XI. 1955.
10. Franjo Mraz, Zagreb, XII. – I. 1977.